# Camps-en-Amiénois
Camps-en-Amiénois település Franciaországban, Somme megyében. Lakosainak száma 183 fő (2022. január 1.). Camps-en-Amiénois Hornoy-le-Bourg, Méricourt-en-Vimeu, Molliens-Dreuil, Montagne-Fayel és Warlus községekkel határos.

## Népesség
A település népességének változása:
| Lakosok száma | 173  | 181  | 186  | 188  | 189  | 190  | 187  | 185  | 183  |
|               | 2013 | 2015 | 2016 | 2017 | 2018 | 2019 | 2020 | 2021 | 2022 |